# مديحة وجدي
مديحة وجدي (30 أغسطس 1932 -)، ممثلة عراقية. لها العديد من الأعمال التلفزيونية والسينمائية، مثّلت في الستينات أفلاما عراقية عديدة نذكر منها أفلام : (درب الحب)و (العائلة البائسة) و(ذكريات) و(طريق الشر)، وفي السبعينات قدمت أفلام (الزورق) و(يوم آخر) وغيرها، وكذلك قدمت بالثمانينات فيلم (وجهان في الصورة)، ومن الأعمال التلفزيونية التي مثلتها: (حامض حلو) وتمثيلية (النادل الظريف)، وكذلك قدّمت عددا من المسرحيات أيضا.

## وصلات خارجية
مديحة وجدي في قاعدة بيانات الأفلام العربية